# 287 v. Chr.
Portal Geschichte | Portal Biografien | Aktuelle Ereignisse | Jahreskalender | Tagesartikel

◄ |
4. Jahrhundert v. Chr. |
3. Jahrhundert v. Chr. |
2. Jahrhundert v. Chr. |
►

◄ | 300er v. Chr. | 290er v. Chr. | 280er v. Chr. | 270er v. Chr. |
260er v. Chr. |
►

◄◄ | ◄ | 290 v. Chr. | 289 v. Chr. | 288 v. Chr. | 287 v. Chr. |
286 v. Chr. |
285 v. Chr. |
284 v. Chr. |
► |
►►
Staatsoberhäupter

## Ereignisse

### Mittelmeergebiet
- Während des Fünften Diadochenkriegs marschieren Lysimachos von Thrakien und Pyrrhos I. von Epirus in Makedonien ein. Als Pyrrhus bis Beroia vordringt, läuft das Heer des makedonischen Königs Demetrios I. Poliorketes zu ihm über. Die beiden Eroberer teilen das Land unter sich auf. Demetrios weicht nach Kleinasien aus, während sein Sohn Antigonos II. Gonatas versucht, die Stellung in Griechenland zu halten. Demetrios’ Frau Phila verübt in Makedonien Suizid.
- Lysimachos erobert Herakleia am Pontos und lässt die dortigen Tyrannen Klearchos und Oxathras töten.
- Olympiodoros vertreibt die makedonische Garnison aus Athen. Der Politiker Demochares kehrt aus dem Exil nach Athen zurück.
- Eleasar wird Hohepriester der Juden als Nachfolger des Onias.
- Zweite nachgewiesene secessio plebis (Auswanderung der Plebejer aus Rom) auf den Ianiculum.
- Die Plebejer erhalten durch die vom Diktator Quintus Hortensius erlassene Lex Hortensia die volle politische Gleichberechtigung innerhalb der römischen Republik: Beschlüsse der Plebejer (Plebiszite) bedürfen fortan nicht mehr der Zustimmung des Senats.
- um 287 v. Chr.: Nach dem Tod von Theophrastos von Eresos wird Straton von Lampsakos Haupt der peripatetischen Schule.

### Kaiserreich China
- Die Staaten Zhao und Wei verbünden sich in der Zeit der Streitenden Reiche gegen Qin.

## Geboren
- um 287 v. Chr.: Archimedes, griechischer Mathematiker und Erfinder († 212 v. Chr.)

## Gestorben
- Antipatros I., König von Makedonien
- um 287 v. Chr.: Theophrastos von Eresos, griechischer Philosoph und Naturforscher (* 390/371 v. Chr.)